# ارين ماكدونالد
ارين ماكدونالد (بالإنجليزية: Warren Macdonald)‏ هو متحدث تحفيزي أسترالي، ولد في 1965.